# Călătorie în timp (film)
Călătorie în timp (titlu original: A Wrinkle in Time) este un film american de televiziune din 2003 regizat de John Kent Harrison după un scenariu de Susan Shilliday. Este bazat pe romanul omonim al scriitoarei americane Madeleine L'Engle. Rolurile principale au fost interpretate de actorii Katie Stuart, Gregory Smith, David Dorfman, Chris Potter, Kyle Secor, Seán Cullen, Sarah-Jane Redmond, Kate Nelligan, Alison Elliot și Alfre Woodard. Filmul a avut premiera la 10 mai 2004 pe canalul ABC.

## Distribuție
- Katie Stuart - Meg Murry
- Gregory Smith - Calvin O'Keefe
- David Dorfman - Charles Wallace Murry
- Chris Potter - Dr. Jack Murry
- Kyle Secor - the Man With Red Eyes and "Hank", Jack Murry's research partner
- Sean Cullen - the Happy Medium
- Sarah-Jane Redmond - Dr. Dana Murry
- Kate Nelligan - Mrs. Which the witch
- Alison Elliott - Mrs. Who the talking lady
- Alfre Woodard - Mrs. Whatsit, the lady with the clothes
- Munro Chambers - Thomas Chambers as The Twins